# Sílvia Cóppulo
Sílvia Cóppulo Martínez  (Mataró, Barcelona, 1958) es una comunicadora española y presentadora de radio y televisión.

## Biografía
Inició su carrera profesional a los 19 años. Estando en la universidad (es licenciada en Psicología por la Universidad de Barcelona y tiene un doctorado en Comunicación y Humanidades por la Universidad Ramon Llull), aprobó las oposiciones que convocaba la recién inaugurada Ràdio Mataró (Barcelona). En 1983 se incorporó a Ràdio Sabadell, y solo un año después fichó por Catalunya Ràdio, donde entrevistó a personajes políticos de primer orden en Fil Directe.
Debutó en un plató de televisión en las primeras emisiones de Televisión de Cataluña, en una intervención efímera en el programa de 3 i l’Astròleg. Pasó entonces a participar en La vida en un xip, (durante dos años, 1991-93), de Joaquim María Puyal, quien la fichó como adjunta a la dirección. Durante dos temporadas apareció en la pantalla como la responsable del Centre de dades. Tras finalizar su colaboración ante las cámaras, pasó a dirigir y copresentar otro espacio, el debate Polèmic, de nuevo para TV3. Cóppulo ha ido compaginando radio y televisión durante toda su carrera. En Catalunya Ràdio siguió hasta 1996, dirigiendo y presentado programas esencialmente de entrevistas y debates de actualidad, hasta que en ese año Josep Cuní la fichó para la nueva COMRàdio, donde permaneció durante diez años. Entre los años 2001 y 2003 presentó los debates informativos La nit de l'actualitat y Plats pel cap en Barcelona TV.
Es pública su implicación en temas y actividades de tipo social, siendo una reconocida estudiosa de la “normalización de género como un aspecto del pluralismo social”, lo que le llevó a dirigir y presentar el primer programa de debate político-social paritario en todas y cada una de sus 71 ediciones: Amb Ulls de Dona para TVE-Catalunya, líder de audiencia en su franja horaria. Así mismo, es autora de  47 Dones de Primera (2009) una obra sobre la base de entrevistas a mujeres profesionales líderes. También ha escrito  La família empresària Castells. Com gestionar els conflictes i la comunicació amb èxit en les empreses familiars (2006), junto a Mercè Dedeu. Sobre la radio ha escrito, dado su conocimiento del medio y gracias a su extensa colaboración profesional Com neix COMRàdio (2006). También dirigió un estudio sobre La paridad en la programación de TV3, Canal 33 y Catalunya Ràdio para el Consejo del Audiovisual de Cataluña y fue convocada por el Parlamento de Cataluña en el 2008 para informar a los diputados sobre la responsabilidad de los medios de comunicación en la igualdad de oportunidades.
En septiembre del 2009 volvió a Catalunya Ràdio para dirigir y presentar el programa El secret. En televisión presentó la serie de entrevistas del espacio Savis para TV3 y Canal 33, con personajes entrevistados de la talla de Pere Portabella, Heribert Barrera, Josep Maria Ainaud de Lasarte, Montserrat Abelló, Joan Triadú, Teresa Rebull y Joaquim Barraquer, entre otros. Desde septiembre del 2011 era directora y presentadora del programa de las mañanas del fin de semana El suplement, en Catalunya Ràdio, que fue líder nuevamente.
El 31 de agosto de 2015, comienza una nueva andadura, de nuevo en Catalunya Ràdio, con el programa La Vida, que se emitió diariamente entre las 12 y las 14 horas. Durante la temporada 2016/17, pasó a conducir la tertulia del informativo vespertino Catalunya Vespre, que compatibilizó con la serie de entrevistas en profundidad El Diván, de periodicidad semanal. En la temporada 2017/18 mantuvo este último programa, que convierte en transplataforma al adaptarse también al formato televisivo.
También es empresaria: dirige el gabinete de comunicación ECOS Espacios de Comunicación Social. Sus intereses por la Psicología de la comunicación social la han llevado a especializarse en sus técnicas. En los últimos años se ha dedicado a la formación para desarrollar competencias y habilidades comunicativas. En el ámbito académico cabe citar que es profesora del grado de Comunicación e Industrias Culturales de la Universidad de Barcelona. Anteriormente y dada su implicación e interés por los nuevos horizontes de la profesión y las nuevas tecnologías (escribe regularmente un blog), el Instituto Catalán de Nuevas Profesiones de la Generalidad de Cataluña le encargó la realización del informe Els nous perfils professionals de ràdio i televisió, publicado en 1994.

## Premios
- 2015. Premio P(A)T, otorgado por la Asociación de Prevención de Accidentes de Tráfico, en reconocimiento de su compromiso en temas sociales.[1]
- 2014. Premio Medio de comunicación, otorgado por la fundación Fem.talent, por la promoción de la igualdad de oportunidades entre hombres y mujeres.[2]
- 2013. Premio Buenas prácticas de comunicación no sexista, otorgado por la Associació de Dones Periodistes de Catalunya.[3]
- 2013. Reconocimiento profesional en la categoría Comunicación por fem.talent, una iniciativa de la Red de Parques Científicos y Tecnológicos (XPCAT) i el Ayuntamiento de Barcelona, que promueve la igualdad de oportunidades entre hombres y mujeres así como la gestión del talento femenino (febrero de 2013).
- 2010. Ondas conjunto al seguimiento en directo en Catalunya Ràdio de la nevada extraordinaria de marzo de 2010.
- 2006. Òmnium Cultural de Televisión por el debate de actualidad en  TVE-Catalunya “Amb Ulls de Dona” (2004-2007).
- 2001. Primer Premio "Comunicació i Benestar Social” de Radio, otorgado por el Ayuntamiento de Barcelona al programa “Catalunya en plural amb Sílvia Cóppulo” y el reportaje “Com buscar-se la vida entre les màfies i el govern”. de COMRàdio. El Jurado destacó su trayectoria profesional en la realización de programas elaborados con rigor y sensibilidad.
- 2000. Premiada con los galardones La Mujer en la Unión Europea otorgado por: la Red Europea de Mujeres Periodistas, la representación en Barcelona de la Comisión Europea, la Oficina en España del Parlamento Europeo y el "Patronat Català Pro-Europa” por su programa “Som (a) Europa”, de COMRàdio. El jurado por unanimidad valoró la trayectoria de un programa de información y servicio general que, de manera natural trataba de Europa y las mujeres.
- 1999. Primer Premio del Instituto Catalán de Consumo, Generalidad de Cataluña) como mejor profesional de los Medios de Comunicación, en radio en el ámbito de consumo  “por la información y la divulgación creativa y continuada que contribuya a formar una mayor conciencia consumista de la población”.
- 1994. Premio Jaume Nualart (1994) del "Departamento de Bienestar Social" (Generalidad de Cataluña) por el programa "Polèmic" de TV3, que co-dirigía y co-presentaba la temporada 1992-1993.

Y otros:
- Mención de Calidad al Mejor Programa otorgado por la Cooperativa Ràdio Associació de Catalunya,  2004;  Premio periodístico La Mujer en la  Unión Europea 2000 de la Red Europea de Mujeres Periodistas; y distinción periodística del premio Cirera i Soler 2000 de Economía Laboral de la Unió de Treballadors Democratacristians de Catalunya, 2000.